# J.F.K. (Unternehmen)
P/F J.F.K. ist eine Fischerei-Reederei und ein Fischverarbeitungs-Unternehmen mit Sitz in Klaksvík auf den Färöern.

## Tochtergesellschaften

### P/F J.F.K. Trol

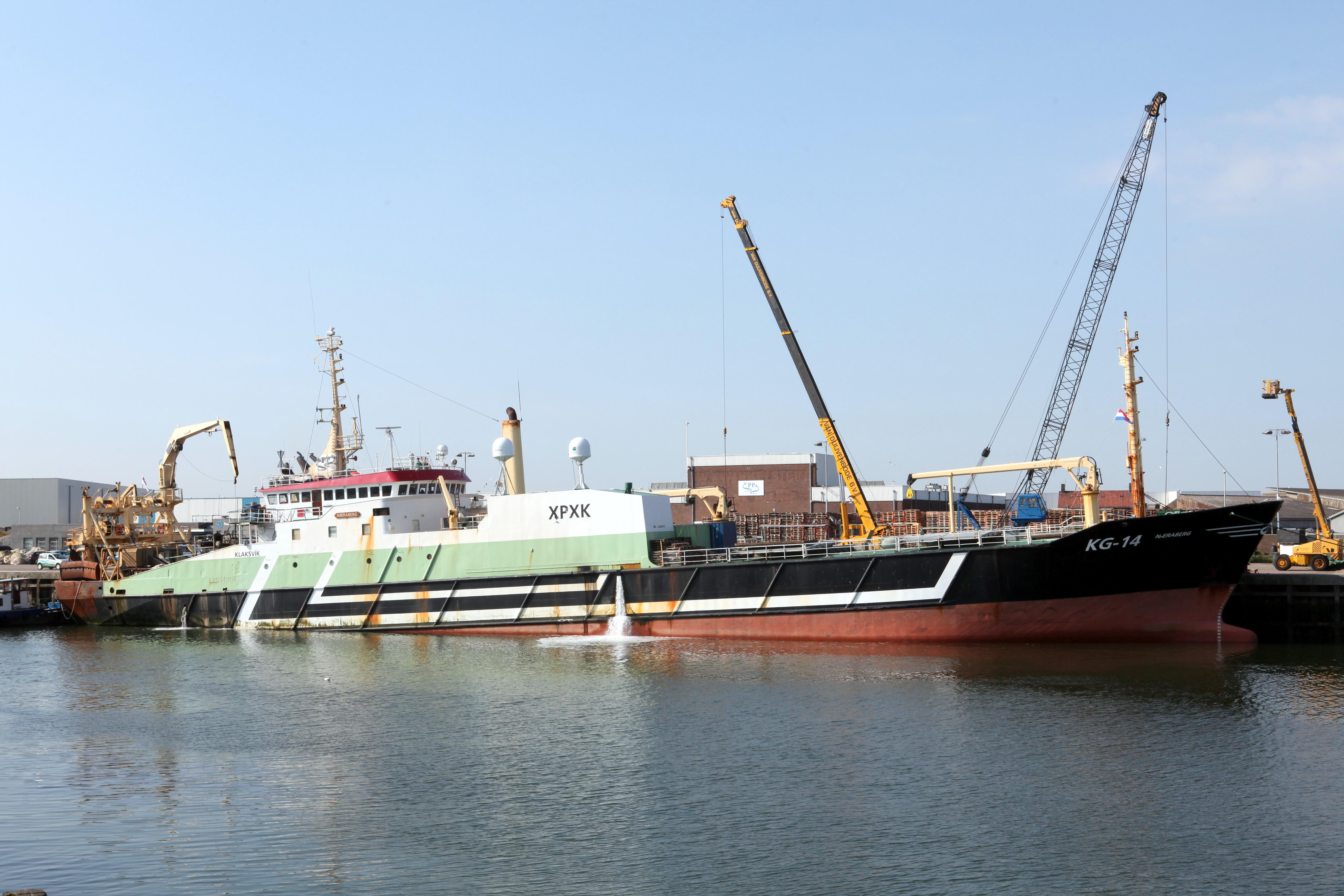
Die Næraberg im Hafen von IJmuiden.

Die Tochtergesellschaft P/F J.F.K. Trol betreibt 13 Schiffe:
Fischereiflotte
- Gadus, ein Fabrikschiff
- Sjúrðarberg, ein Fabrikschiff
- Slættaberg, Longliner und Gefrierschiff (Gefrieren von Fisch auf See)
- Klakkur, ein Fabrikschiff
- Næraberg, ein Fabrikschiff
- Stjørnan
- Polarhav
- Vestmenningur
- Fram
- Safir
- Smaragd
- Kvikk
- Grønanes

### P/F Kósin
Die Tochtergesellschaft P/F Kósin (Markenname: Kósin Seafood) betreibt eine Fischfabrik in Klaksvík und stellt gefrorene und gesalzene Fischprodukte aus frischen Rohstoffen her.

### P/F Northern Fish Cold Storage Ltd.
Die Tochtergesellschaft P/F Northern Fish Cold Storage Ltd. betreibt ein Kühlhaus.